# Museum der Landschaft Eiderstedt
Das Museum der Landschaft Eiderstedt hat seinen Sitz im Jensen-Haus in Sankt Peter-Ording im Kreis Nordfriesland.

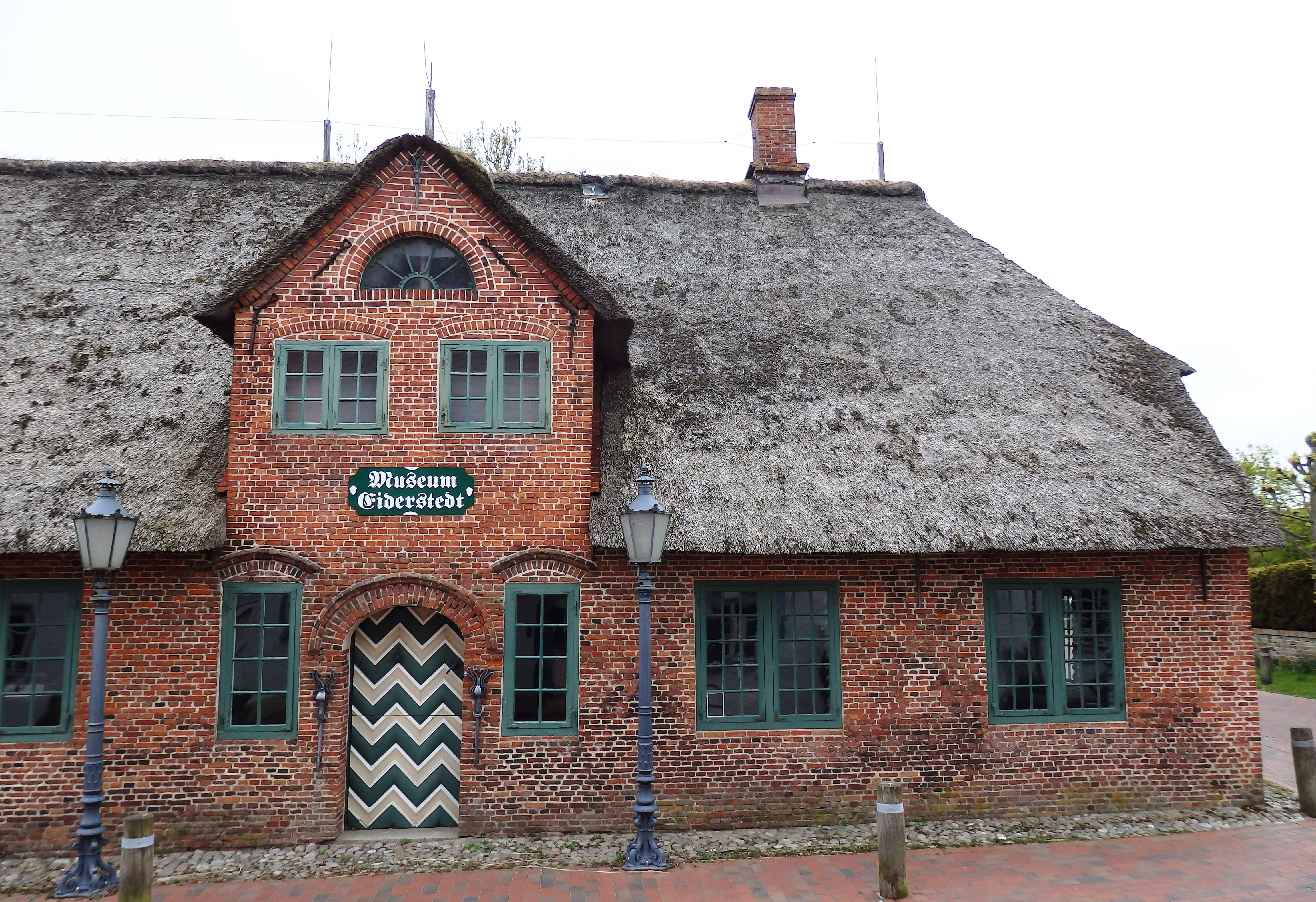
Ehemaliger Haupteingang des Jensenhauses

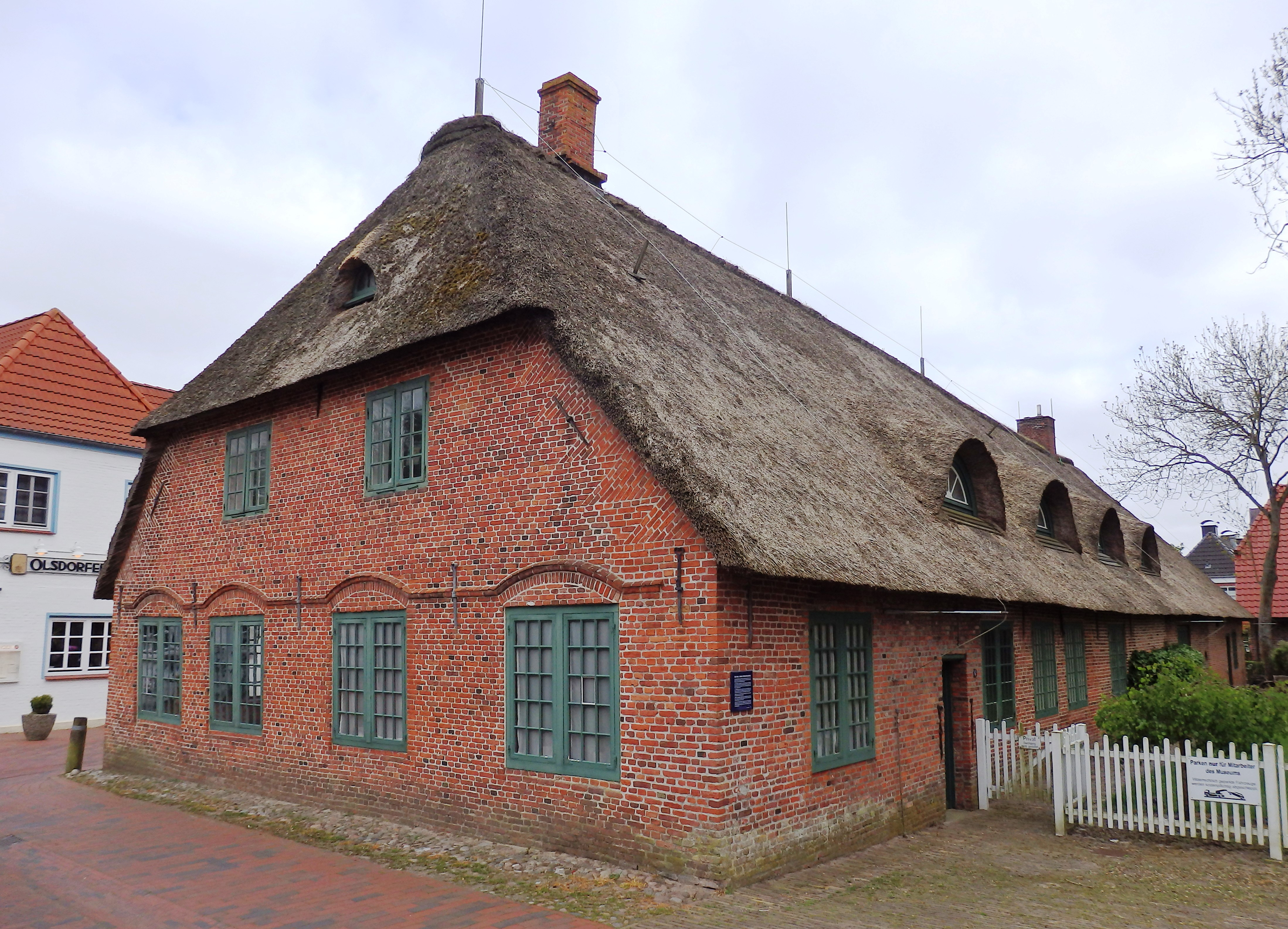
Rückseite des Jensenhauses

## Geschichte des Hauses
Die Arbeitsgemeinschaft Dorfchronik, die eine Reihe von Bauwerken in Sankt Peter-Ording mit Informationsschildern ausgestattet hat, nennt folgende Stationen der Bau- und Nutzungsgeschichte des Hauses:
- 1752 wurde das Haus nach einem Brand in der Dorfstraße erbaut und zunächst als Brauerei für Dünnbier genutzt. Später wurden dort auch eine Schankwirtschaft und von der Ehefrau des Hauseigentümers eine kleine Bäckerei betrieben.
- 1817 gehörte das Haus kurz dem Bürgermeister von Tönning, der während der Kontinentalsperre in den Napoleonischen Kriegen zu Wohlstand gekommen sein soll.
- 1818 wurde in dem Haus ein Krämerladen betrieben.
- 1915 kaufte Andreas Jensen das Haus. Es diente nun als Zahlstelle einer Bank. Der Eigentümer betrieb daneben auch eine Strandkorbvermietung.
- 1951 vererbte die Witwe Jensens das Haus an den Kreis Eiderstedt, der dort ein Museum errichtete.
- 1970 wurden das Haus und das Museum an die Stiftung Nordfriesland übertragen.
- 1998 gingen Haus und Museum an die Gemeinde Sankt Peter-Ording über.
- Seit 1999 ist der Verein Kulturtreff e.V. Betreiber des Museums.

## Geschichte der Sammlung
Der Grundstock der Sammlung geht auf einen Aufruf des Tönninger Bürgermeisters Ehrich im Jahr 1902 an die Bevölkerung zurück, Exponate der Heimatgeschichte zur Verfügung zu stellen. Ende 1912 ging die Sammlung in die Obhut der Kreisverwaltung. Im Zweiten Weltkrieg erlitt die Sammlung Verluste u. a. durch Diebstahl. Auf Grund eines Kreistagsbeschlusses im Jahr 1946 wurde die Sammlung ins Jensenhaus überführt.

## Ausstellung
Das Museum zeigt Exponate zum Leben, Wohnen und Arbeiten in der Landschaft Eiderstedt über mehrere Jahrhunderte. Schwerpunkte sind:
- die Besiedlungsgeschichte Eiderstedts seit dem 4. Jahrhundert
- die Entwicklung des Deichbaus
- die Christianisierung
- die Entstehung eines reichen Bauernstandes durch herzogliche Privilegien mit teilweiser Selbstverwaltung
- Milchwirtschaft und Käseherstellung
- Handwerk und textile Kultur
- regionale Wohnkultur und historische Möbel
- die Entwicklung des Tourismus im 19. und 20. Jahrhundert

## Bildergalerie

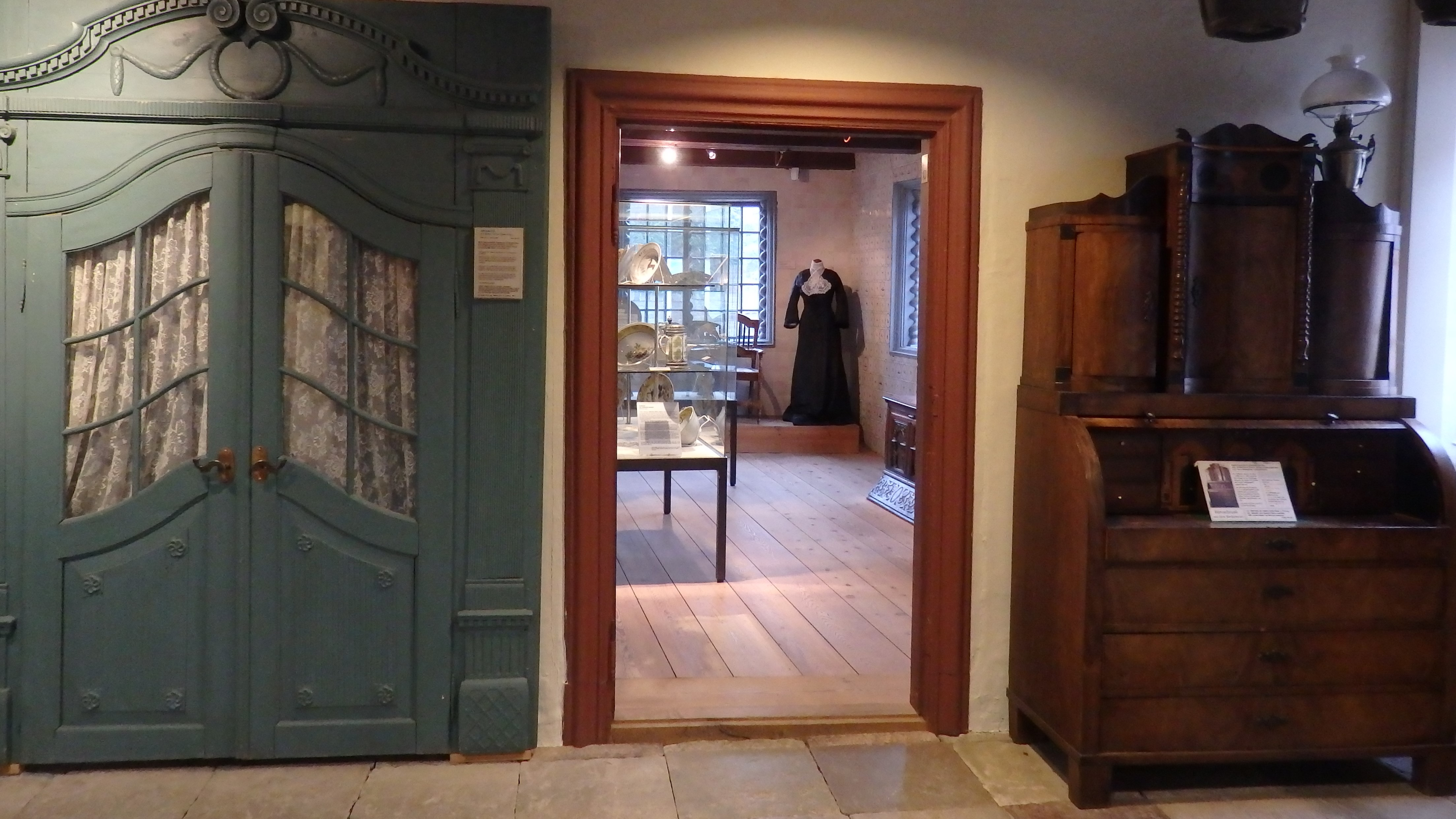
Ausstellungsraum 1
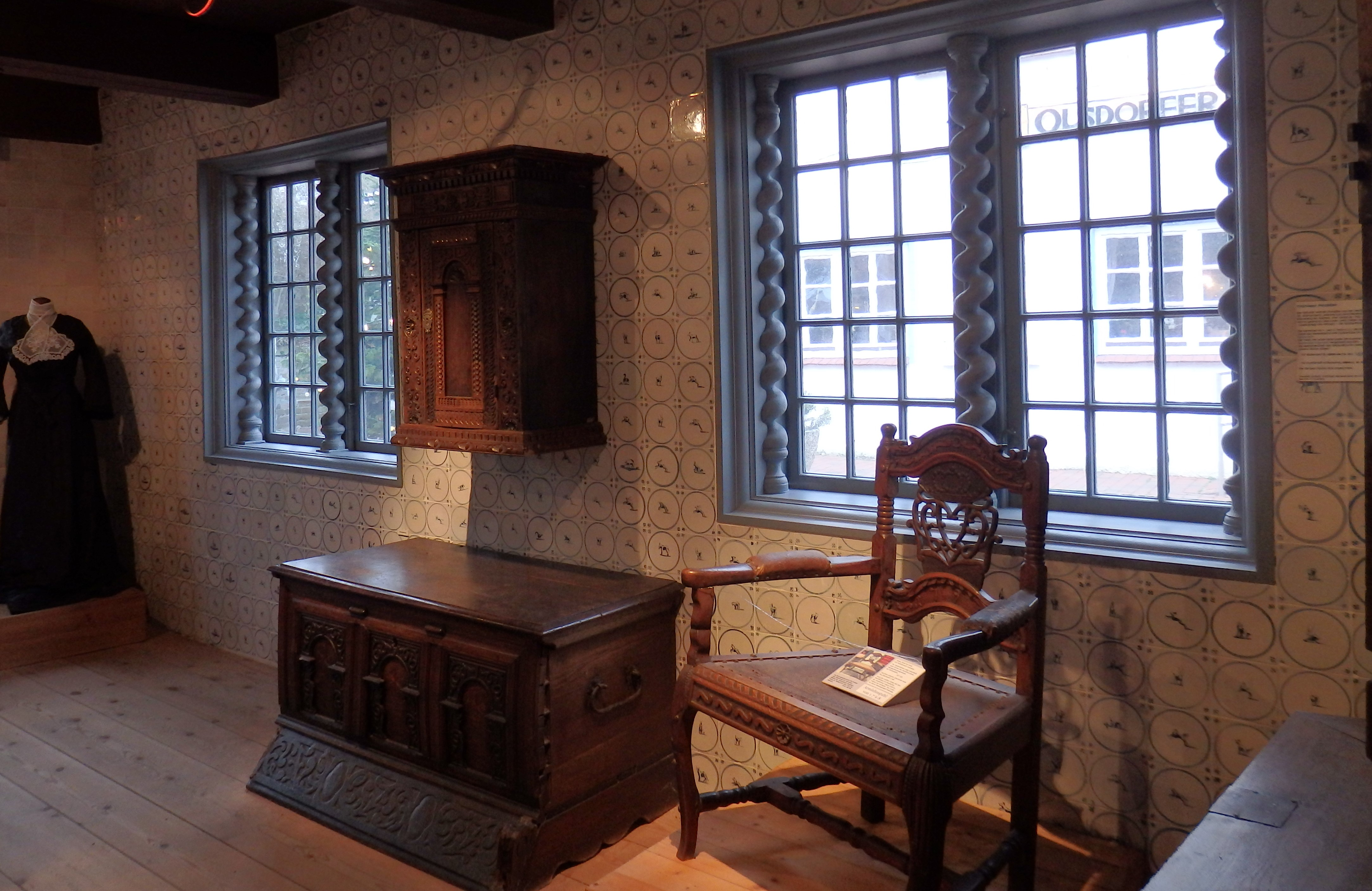
Ausstellungsraum 2
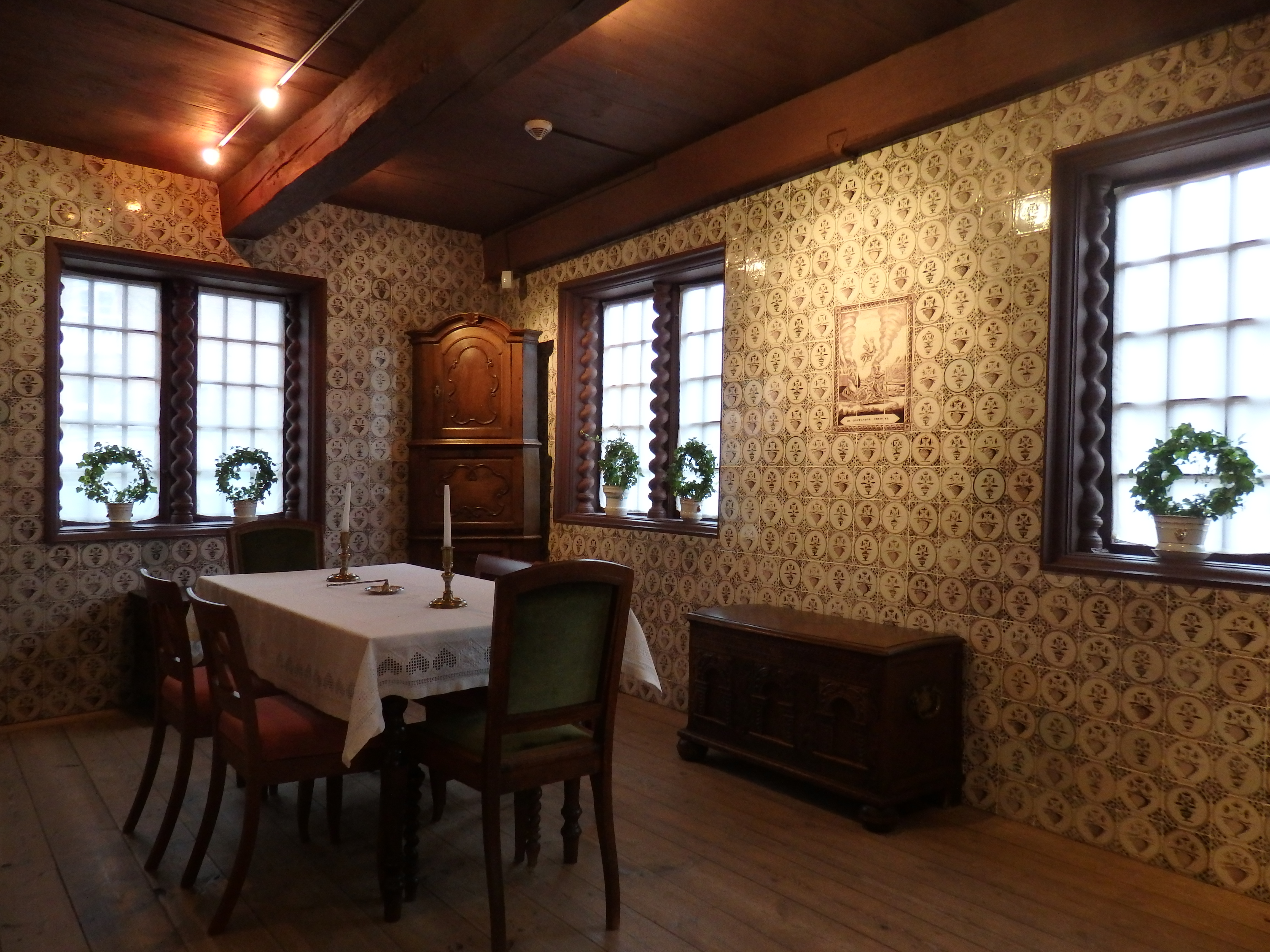
Ausstellungsraum 3
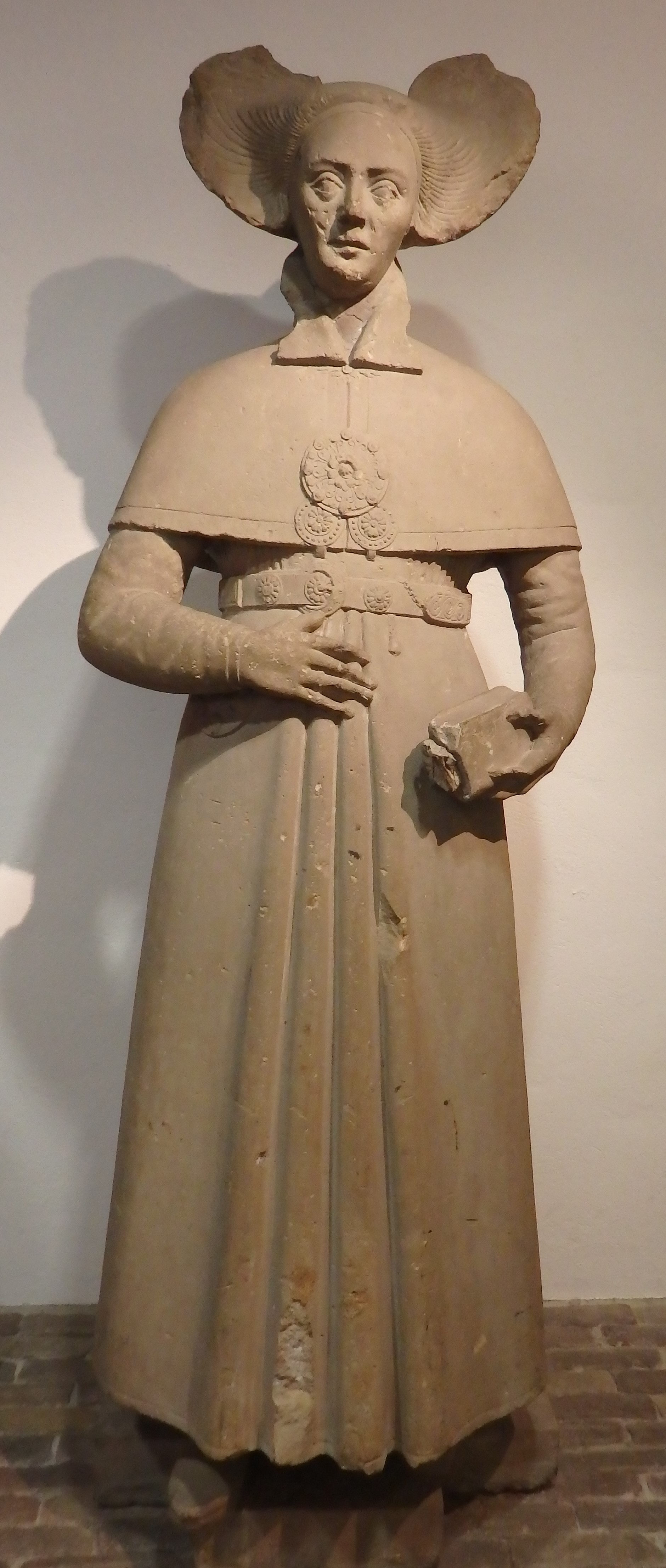
„Graue Frau“ in Eiderstedter Tracht, um 1596, Sandstein, im Foyer des Museums

## Besonderheiten
- Der schöne, ruhige Garten steht den Besuchern offen.
- In der Loo werden regelmäßig Veranstaltungen angeboten.
- Im historisch eingerichteten Pesel kann man sich trauen lassen (Buchung über das Amt Eiderstedt/Standesamt).